# CLOWN Charly
CLOWN Charly（クラウンチャーリー　本名：小林 克嘉 Katsuyoshi Kobayashi）
海外で活躍するパフォーマーのディオ（海外名 Dio Kobayashi ）の弟で日本のピエロパフォーマであり静岡の大道芸ワールドカップに当時国内最年少として参加したジャグラーパフォーマー。
コミカルな動きと面白いトークを中心としたコメディーエンターティナーで国内を中心に映画、テレビドラマと幅広く活躍しスペシャルアドバイザーとしてアニメ「カレイドスター」の制作に兄のDioと参加し二人がモデルとなったキャラクターがアニメに登場している。2006年に引退し、地元石川県に帰郷し経営者に転向する。その後社会活動を幅広く行い活動家とし活躍をして現在、地元志賀町で町議会議員を務めている。

## 略歴
1996(平成8年）金沢学院大学附属金沢東高等学校入学 
＜この時期に兄でパフォーマーであるDIOに大道芸とイベント業界の道へ誘われ当時の高校時代の友人達と学業と仕事の両立を行う。当時、最年少のプロ大道芸人として多くのメディアに取上げられ注目を浴びる。以後北陸を拠点に活動。フジテレビの人気子供番組『ポンキッキ』出演をきっかけに活動範囲を広げ、99年には台湾の哈哈雑技団に入団し海外公演をこなす。＞ 
1998 大道芸ワールドカップ静岡出場 
1999  北国あすなろ善行賞受賞/金城大学短期大学部美術学科日本画に入学/台湾哈哈雑技団 参加 
2001  バンコクでストリートパフォーマンス/大須大道町人祭り 参加 
2002  スカイフェスタ 出場 
2004  稲垣吾郎主演　NHK「星に願いを」　出演  
2005  鈴木清順監督、チャン・ツィイー主演『オペレッタ狸御殿』出演 
2006  志賀町総合計画審議会 
2010  石川県青年団協議会会長就任/石川県環境審議会委員/石川県男女共同参画審議委員/北方領土返還要求運動石川県民会議/石川県社会教育委員/石川県青少年健全育成活動推進委員会 
2011 石川県心の教育推進協議会/志賀町社会福祉協議会
2012 志賀町行政改革推進委員会
2015 石川県 県政モニター
2016 一般財団法人 青少年育成基金 評議員
2020 石川県社会教育功労者賞受賞
石川県民推進本部長賞受賞
2021 志賀原子力発電所環境安全対策協議会青年部  部長/志賀町商工会青年部 相談役 / 石川県屋外広告業協同組合　理事及び中能登支部長 
2022 石川県青年団協議会 研究室室長
2023 志賀町議会議員/志賀町PTA連合会 会長